# Gangliophora casuarinae
Gangliophora casuarinae är en svampart som först beskrevs av Matsush., och fick sitt nu gällande namn av Chirayathumadom Venkatachalier Subramanian 1992. Gangliophora casuarinae ingår i släktet Gangliophora, divisionen sporsäcksvampar och riket svampar.   Inga underarter finns listade i Catalogue of Life.